# Karl Hell
Karl Hell (* 19. September 1908 in Werne bei Bochum; † 1999 in Toronto) war ein deutscher Architekt, dessen Werke vor allem in Köln und Umgebung zu finden sind.

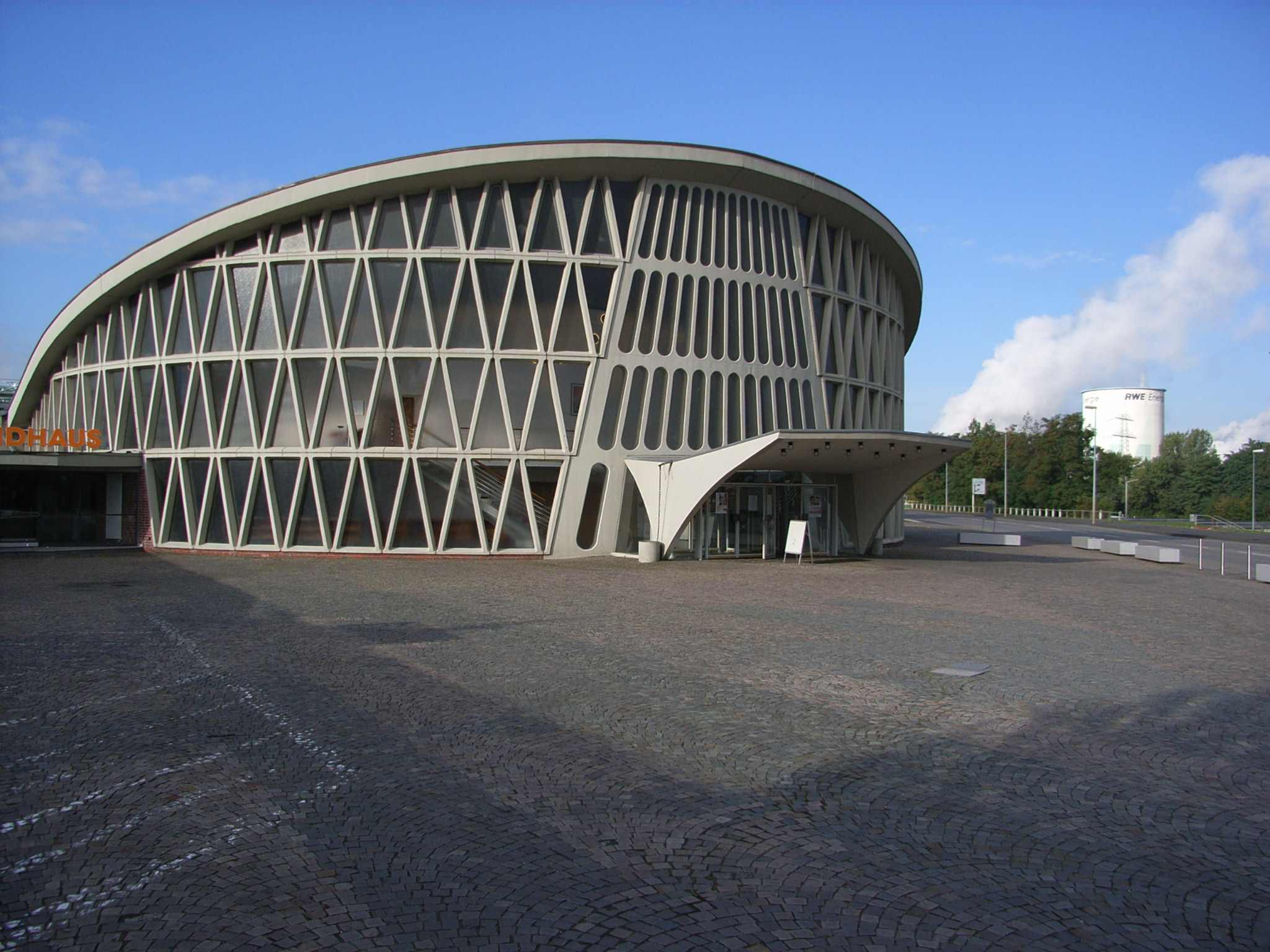
Feierabendhaus im Chemiepark Knapsack

## Leben und Ausbildung
Hell begann nach der Volksschule eine Ausbildung bei der Ruhrknappschaft und an der Baugewerkschule Essen. Seine erste Anstellung fand er in der Bauabteilung der Rhenania-Ossag Mineralölwerke AG in Düsseldorf. 1933–1940 arbeitete er im Büro von Heinrich Bartmann in Köln, danach bei Konstanty Gutschow in Hamburg. Hell lebte später im Haus Braunstraße 38 in Köln-Braunsfeld und war Mitglied im Bund Deutscher Architekten (BDA).
Hells Nachlass wurde seit 1992 als Bestand 1462 im Historischen Archiv der Stadt Köln verwahrt.

## Bauten

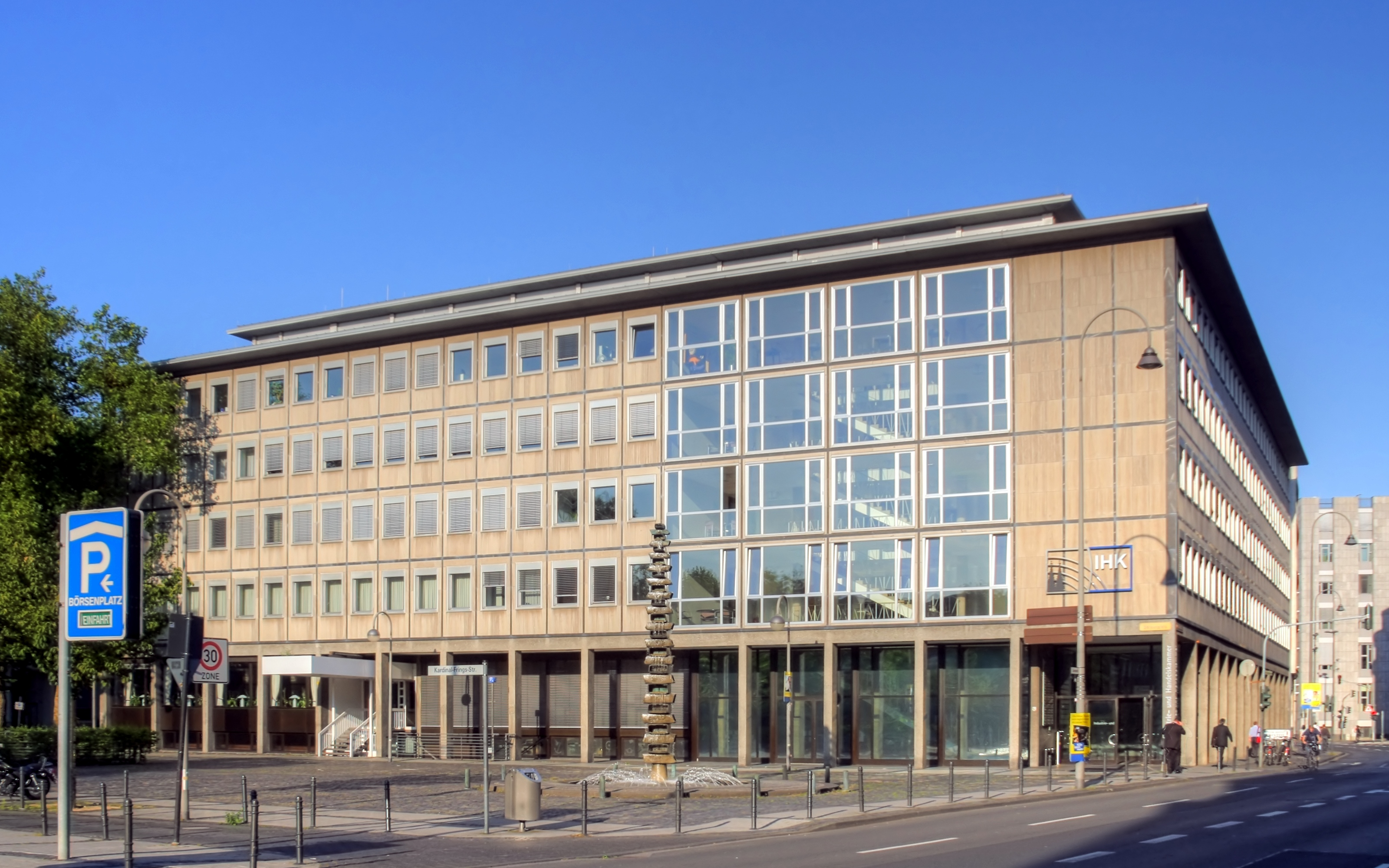
Gebäude der Industrie- und Handelskammer zu Köln

- 1950–1952: Gebäude der Industrie- und Handelskammer zu Köln[3]
- 1953: Gymnasium Kreuzgasse in Köln
- 1957: Feierabendhaus in Hürth-Knapsack, im Chemiepark Knapsack
- 1958: ehemalige Volksschule am Gereonswall (Klingelpützpark) in Köln
- 1960–1961: Bull-Hochhaus am Wiener Platz in Köln-Mülheim[4]